# Кивлениекс, Инарс
Инарс Кивлениекс (латыш. Inārs Kivlenieks, 4 июля 1986, Рига) — латвийский саночник, выступающий за сборную Латвии с 2005 года. Участник двух зимних Олимпийских игр, обладатель бронзовой медали чемпионата мира, многократный призёр национального первенства.

## Биография
Инарс Кивлениекс родился 4 июля 1986 года в Риге. Активно заниматься санным спортом начал в возрасте семнадцати лет, в 2005 году прошёл отбор в национальную сборную и дебютировал на Кубке мира. Первое время выступал в паре с Лаурисом Берзинсом в программе двухместных саней, они стали участниками нескольких кубковых этапов и по завершении сезона заняли двадцать шестое место общего зачёта. Год спустя им удалось улучшить это достижение на одну позицию, причём на трассе японского Нагано их сани финишировали двенадцатыми.
Перед началом сезона 2007/08 Кивлениекс принял решение перейти в одноместные сани, в первой своей гонке на этом поприще, прошедшей в немецком Винтерберге, пришёл двадцатым, что оказалось лучшим его результатом среди всех этапов этого цикла. Сезон 2008/09 выдался для него гораздо более удачным — уже на первом этапе в австрийском Иглсе латыш приехал четырнадцатым, тогда как на домашней трассе в Сигулде вплотную приблизился к десятке сильнейших. На чемпионате Европы в итальянской Чезане Кивлениекс был тринадцатым, а вот на мировом первенстве в Оберхофе выступил совсем неудачно, показав двадцать восьмое время.
Став третьим после Гунтиса Рекиса и Мартиньша Рубениса саночником сборной, Инарс Кивлениекс удостоился права защищать честь страны на Олимпийских играх 2010 года в Ванкувере, где впоследствии финишировал восемнадцатым. На чемпионате мира 2011 года в Чезане занял двадцать первое место мужского одиночного разряда, год спустя на мировом первенстве в Альтенберге был шестнадцатым, и это лучший его результат на данных соревнованиях. В 2013 году на мировом первенстве в канадском Уистлере выиграл бронзовую медаль в эстафете. В 2014 году побывал на Олимпийских играх в Сочи, где финишировал шестнадцатым в мужской одиночной программе.